# La Libertad (Negros Oriental)
La Libertad (Bayan ng La Libertad) är en kommun i Filippinerna. Kommunen ligger på ön Negros, och tillhör provinsen Negros Oriental. Folkmängden uppgår till 35 122 invånare.

## Barangayer
La Libertad är indelat i 29 barangayer.
| - Aniniaw - Aya - Bagtic - Biga-a - Busilak - Cangabo - Cantupa - Eli - Guihob - Kansumandig - Mambulod - Mandapaton - Manghulyawon - Manluminsag - Mapalasan | - Maragondong - Martilo - Nasungan - Pacuan - Pangca - Pisong - Pitogo - Poblacion North - Poblacion South - San Jose - Solongon - Tala-on - Talayong - Elecia (Talostos) |